# 門松駅
門松駅（かどまつえき）は、福岡県糟屋郡粕屋町大字大隈にある、九州旅客鉄道（JR九州）篠栗線（福北ゆたか線）の駅である。駅番号はJC05。

## 歴史
- 1987年（昭和62年）
  - 3月9日：日本国有鉄道が臨時乗降場として開設[2][3]。当初はホーム有効長90mの1面1線であった[3]。開業当時は無人駅[4]。
  - 4月1日：国鉄分割民営化に伴い、九州旅客鉄道（JR九州）の駅となる[2]。駅に昇格[2]。
- 2000年（平成12年）11月7日：自動改札機を設置し、供用開始[5]。
- 2009年（平成21年）3月1日：ICカード「SUGOCA」の利用が可能となる[6]。
- 2021年（令和3年）3月13日：データイムの快速停車駅となる[7]。
- 2022年（令和4年）
  - 3月11日：この日限りで切符売り場が営業を終了[8]。
  - 3月12日：無人駅化[8]。

## 駅構造
相対式ホーム2面2線を有する地上駅。互いのホームは跨線橋で連絡している。構内は博多及び直方方面それぞれの進行方向から見て片開き分岐器の右側が分岐しているため特急列車は低速で通過する。
無人駅である。自動券売機、自動改札機が設置されており、SUGOCAの利用が可能である。
エレベーターやエスカレーターはない。

### のりば
| のりば | 路線         | 方向 | 行先           |
| ------ | ------------ | ---- | -------------- |
| 1      | 福北ゆたか線 | 下り | 博多方面       |
| 2      | 福北ゆたか線 | 上り | 篠栗・直方方面 |

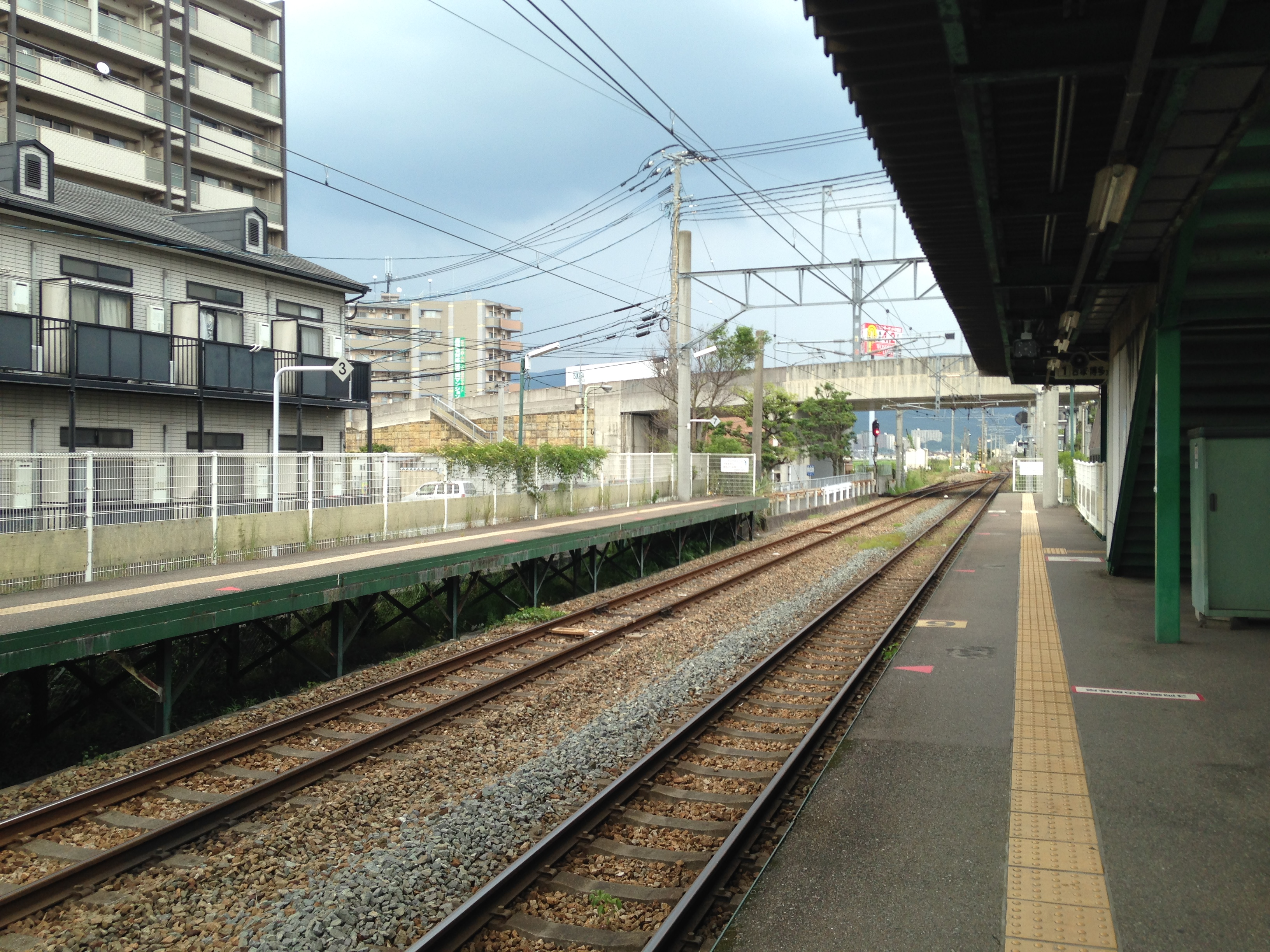
ホーム（2016年7月）

## 利用状況
2023年（令和5年）度の1日平均乗車人員は1,416人である。
| 年度   | 1日平均 乗降人員 | 1日平均 乗車人員 |
| ------ | ---------------- | ---------------- |
| 2006年 | 1,000            | -                |
| 2007年 | 2,200            | -                |
| 2008年 | 2,200            | -                |
| 2009年 | 2,100            | -                |
| 2010年 | 2,200            | -                |
| 2011年 | 2,200            | -                |
| 2012年 | 2,300            | -                |
| 2013年 | 2,500            | -                |
| 2014年 | 2,600            | -                |
| 2015年 | 2,700            | -                |
| 2016年 |                  | 1,374            |
| 2017年 |                  | 1,385            |
| 2018年 |                  | 1,385            |
| 2019年 |                  | 1,383            |
| 2020年 |                  | 1,132            |
| 2021年 |                  | 1,214            |
| 2022年 |                  | 1,303            |
| 2023年 |                  | 1,416            |

## 駅周辺
粕屋町の東端部。駅の南側約100mの場所を県道607号線が篠栗線に並行する形で通り、駅のすぐ東側で県道35号線と篠栗線が立体交差する。駅の南側にある、県道607号線と県道35号線が交差する門松交差点近辺はやや市街地化しているが、概ね田畑が広がるのどかな場所である。
- 株式会社トーカ堂
- ナフコ篠栗店
- 一九ラーメン糟屋店
- 篠栗九大の森（2kmほど離れている）
- 福岡県粕屋警察署
- 博多女子校運動場
- 粕屋農業協同組合
  - 本所
  - 中部プラザ
  - 農産物直売所「なのみの里」

## 隣の駅
九州旅客鉄道（JR九州）
 篠栗線（福北ゆたか線）
■快速（データイム以外）
通過
■快速（データイム）・■普通
篠栗駅 (JC06) - 門松駅 (JC05) - 長者原駅 (JC04)